# Sångensemblen Amanda
Amanda är en göteborgsbaserad sångensemble som grundades 1981 av Bengt Ollén. Kören kombinerar körsång med teater och producerar regelbundet uppmärksammade föreställningar. Amanda har blivit ett begrepp för den stora publiken med sina sceniska föreställningar. Körmedlemmarnas skiftande influenser har skapat en unik konstnärlig spänning som utmanat och utvecklat den svenska körkonsten. Repertoaren innehåller bland annat rock- och poplåtar, folkmusik från hela världen, klassisk konstmusik, visor och slagdängor.

## Priser och utmärkelser
- 1992 – Årets körledare
- 2016 – Olle Adolphson-stipendiet

## Föreställningar
- Läckage
- Baron Lördag
- Hack
- Argia Kargia
- Fukt – bl.a. spelad på Folkteatern i Göteborg
- Himligheter – spelad i Annedalskyrkan Göteborg
- Tidvill – spelad på Folkteatern Göteborg
- Larm – spelad på Folkteatern Göteborg
- Cooking – spelad på Trädgår'n (2008)
- Cirklar – spelad i Masthuggskyrkan (2010)
- Hunger – spelad på Folkteatern Göteborg (2012, 2013)
- Hjälp - spelad på Musikens hus Göteborg (2016, 2017, 2022) och i Eric Ericsonhallen (Skeppsholmskyrkan) Stockholm (2018)
- ”Vinter” - spelad i Annedalskyrkan Göteborg (2019)

## Unga Amanda
Sedan 2019 driver några av medlemmarna ur Amanda en ungdomskör för 16-25-åringar vid namn Unga Amanda som gör liknande föreställningar. Deras första föreställning heter Passage och hade premiär 15 juni 2019.

## Diskografi
- 1995 – Amanda
- 1998 – Amandandra[2]
- 1998 – Krakel Spektakel
- 1999 – Café Creole
- 2001 – FestivalCD
- 2003 – Ramelodia Lusticana
- 2005 – Tres
- 2012 – Amanda chante Haiti